# Deuterotinea balcanica
Deuterotinea balcanica är en fjärilsart som beskrevs av Aleksei Konstantinovich Zagulajev 1972. Deuterotinea balcanica ingår i släktet Deuterotinea och familjen Eriocottidae. Inga underarter finns listade i Catalogue of Life.